# 塑殼斷路器

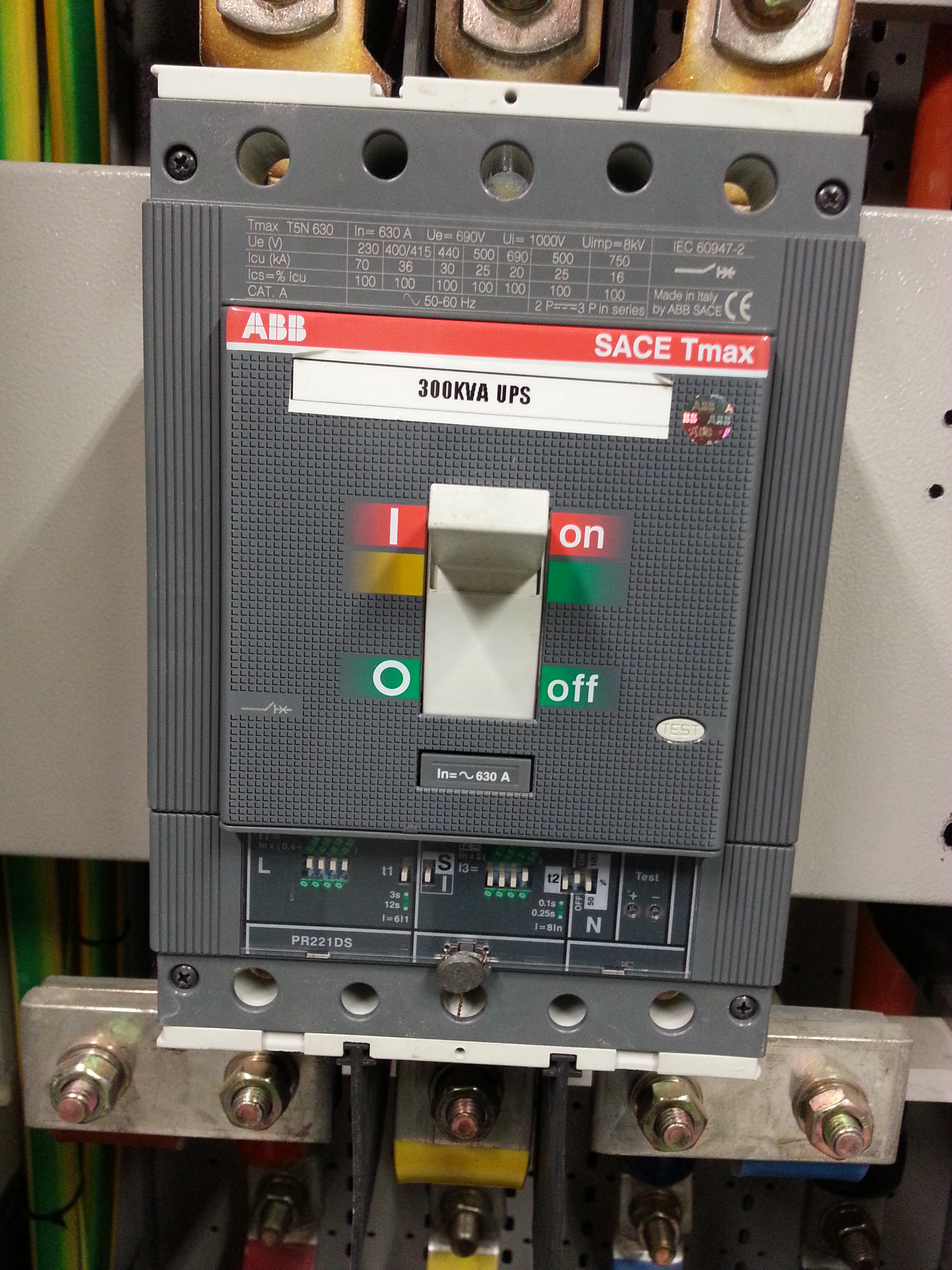
630A三極塑殼斷路器，下方面板可調整脫扣特性。

塑殼斷路器（Molded-case circuit breaker，簡稱MCCB）是一種低壓過電流保護斷路器。
與微型斷路器（MCB）相比，塑殼斷路器具有較大的額定電流、分斷能力與污染等級。此外，部分進階型號可以調整脫扣特性。

## 特性
- 工作電壓（Ue）：斷路器可承受的連續工作電壓，通常等於系統電壓。
- 額定電流（In）：斷路器可承受的最大連續電流。塑殼斷路器通常介乎16A至1600A。
- 分斷能力（Icu）：斷路器可承受的最大故障電流。

## 安裝方法
- 固安式：斷路器直接或經電線連接到母線。
- 插入式：預先安裝底座，以便維修時拔出斷路器。
- 抽出式：可抽出斷路器斷開電路，但毋須完全拔出。具備插入式的所有優點。